# Alejandro Bonome
Alejandro Bonome (Buchardo, Córdoba, 29 de enero de 1915 - Ibídem; 6 de enero de 1995) fue un artista plástico y pintor argentino. Su hermano es el pintor ensayista y crítico de arte Rodrigo Bonome.

## Biografía
Alejandro Bonome fue un maestro de las artes plásticas, especialmente en lo referido a la pintura, junto con otros profesionales como Daniel Cristal, Enrique Mónaco, Diego Cuquejo, Pedro Pont Vergés, Edmundo Giusano, Marcelo Bonevardi, Antonio Monteiro, Jorge Seguí, entre otros.
Perteneciente a la tendencia postcubista, era considerado como un artista serio y culto, que supo presentar durante los años de su funcionamiento valores seleccionados del Arte argentino. Sus pinturas reflejaban lo armonizador de los colores y de las formas, un conjunto de claros paisajes donde solía imperar el acento lírico. Sus geometrizaciones ostentan claro y ordenado diseño y gamas brillantes de color que suelen resolver con acierto audaces oposiciones.
En 1944 organizó un concurso de arte infantil con fines de crear el acervo inicial de un gran Museo que fue el primero de esa índole en América.
En 1952 realizó el 22 de septiembre, en la "Sociedad Central de Arquitectos de Córdoba", la inauguración de una exposición de 22 obras, entre óleos, temples, monotipos y dibujos.
Su arte se expuso en numerosos sitios de todo el país como "Galería Gutiérrez y Abad", "Galería Córdoba", "Galería Rioboo Nueva" (Buenos Aires, Argentina), "Centro de Arte Ergon", "Sociedad Central de Arquitectos", Galería Witcomb, "Galería Pozzi", "Primer salón C.I.A.E", "Galería de Artes del colegio de Escribanos de Córdoba", "Galería de arte Praxis", "Galería Feldman", entre otros. Y en  los Museos: "Provincial de Bellas Artes de La Plata" y "Rosa Galisteo de Rodríguez". Sus pinturas llegaron a publicarse hasta en Estados Unidos.
En su provincia fue además profesor de Publicidad en la "Escuela de Artesanía" y director de la "Escuela de Artes Aplicadas" durante la década del '70.
Entre sus más destacadas pinturas se pueden mencionar:
- Paisaje (1949).[5]
- Los mejores tiempos de Eva.[6]
- Los visitantes
- Barrio Observatorio, óleo
- El beso (1950)
- Naturaleza muerta (1964)
- Hombre con guantes blancos (1968)
- La lectura (1968)
- Bañistas (1971)[7]
- Paisaje cordobés (1978)
- La esposa del modisto (1985)

## Premios
- "Premios adquisición" en 1964.
- "Premio Dr. Genaro Pérez 1982".[8]
- "Mtrio. de Asistencia Social y Salud Pública" en el XLIV Salón N. de Artes Plásticas en 1954.
- "Medalla de Oro en el 43° Salón de Santa Fe".

## Homenajes
El 14 de noviembre de 2013 en su honor la municipalidad de Buchardo inauguró el Centro Cultural Alejandro Bonome, el cual cuenta con una imponente sala de cine teatro con 100 butacas.